# Weltmeisterschaften im Trampolinturnen 1986
Die 14. Turn-Weltmeisterschaften im Trampolinturnen fanden 1986 in Paris, Frankreich statt.

## Ergebnisse

### Männer Einzel
| Rang | Land        | Turner         |
| ---- | ----------- | -------------- |
|      | Frankreich  | Lionel Pioline |
|      | Deutschland | Michael Kuhn   |
|      | Deutschland | Ralf Pelle     |

### Männer Team
| Rang | Land        | Turner                                                                       |
| ---- | ----------- | ---------------------------------------------------------------------------- |
|      | Deutschland | Michael Kuhn Ralf Pelle Jörg Roth Heinz Hüninghake                           |
|      | Sowjetunion | Igor Gelimbatowski Dsmitryj Poljarusch Sergej Nestrelai Wadim Krasnotschapka |
|      | Frankreich  | Lionel Pioline Laurent Mainfray Hubert Barthod Daniel Pean                   |

### Synchron Männer
| Rang | Land        | Turner                               |
| ---- | ----------- | ------------------------------------ |
|      | Sowjetunion | Wadim Krasnotschapka Igor Bogatschew |
|      | Frankreich  | Daniel Pean Lionel Pioline           |
|      | Sowjetunion | Igor Gelimbatowski Sergei Nestrelai  |

### Doppel Mini-Trampolin Männer
| Rang | Land               | Turner        |
| ---- | ------------------ | ------------- |
|      | Australien         | Brett Austine |
|      | Vereinigte Staaten | Terry Butler  |
|      | Vereinigte Staaten | Chad Fox      |

### Doppel Mini-Trampolin Team Männer
| Rang | Land               | Turner                                                          |
| ---- | ------------------ | --------------------------------------------------------------- |
|      | Australien         | Brett Austine Adrian Wareham Steve Evetts Tony Moxham           |
|      | Deutschland        | Christian Pöllath Thorsten Hartmann Olaf Schmidt Dieter Wozniak |
|      | Vereinigte Staaten | Eric Colca Karl Heger Terry Butler Chad Fox                     |

### Tumbling Männer
| Rang | Land               | Turner          |
| ---- | ------------------ | --------------- |
|      | Vereinigte Staaten | Jerry Hardy     |
|      | Frankreich         | Didier Semmola  |
|      | Polen              | Andrzej Gartska |

### Tumbling Team Männer
| Rang | Land               | Turner                                                              |
| ---- | ------------------ | ------------------------------------------------------------------- |
|      | Vereinigte Staaten | Jerry Hardy Chad Fox Kevin Ekburg Nate Taylor                       |
|      | Frankreich         | Darryl Scheelar Stephen Duchesne John Smith Dave Bens               |
|      | Polen              | Andrzej Gartska Slawomir Boreiszo Krzysztof Wilousz Zbigniew Bachor |

### Damen Einzel
| Rank | Land                   | Turnerin         |
| ---- | ---------------------- | ---------------- |
|      | Sowjetunion            | Tatiana Luschina |
|      | Vereinigtes Königreich | Andrea Holmes    |
|      | Sowjetunion            | Irena Slonowa    |

### Damen Team
| Rank | Land                   | Turnerin                                                     |
| ---- | ---------------------- | ------------------------------------------------------------ |
|      | Sowjetunion            | Tatiana Luschina Irina Slonowa Lilia Iwanowa Irina Bludowa   |
|      | Vereinigtes Königreich | Andrea Holmes Sachelle Halford Sue Shotton Krystyan McDonald |
|      | Deutschland            | Hiltrud Roewe Beate Kruswicki Ute Oder Susanne Rheinschmidt  |

### Synchron Damen
| Rang | Land        | Turner                           |
| ---- | ----------- | -------------------------------- |
|      | Sowjetunion | Elena Merkulowa Tatiana Luschina |
|      | Sowjetunion | Irina Bludowa Lilia Iwanowa      |
|      | Deutschland | Hiltrud Roewe Bafke Spang        |

### Doppel Mini-Trampolin Damen
| Rang | Land        | Turner              |
| ---- | ----------- | ------------------- |
|      | Deutschland | Bettina Lehmann     |
|      | Kanada      | Marie Andre-Richard |
|      | Deutschland | Gabi Dreier         |

### Doppel Mini-Trampolin Team Damen
| Rang | Land        | Turner                                                        |
| ---- | ----------- | ------------------------------------------------------------- |
|      | Deutschland | Gabi Dreier Bettina Lehmann Heike Holthoff Nicole Krüger      |
|      | Kanada      | Vicki Bullock Christine Tough Donna Tough Marie Andre-Richard |
|      | Australien  | Cherie Mathers Julie Ferguson Gina Drew Collete May           |

### Tumbling Damen
| Rang | Land               | Turner           |
| ---- | ------------------ | ---------------- |
|      | Vereinigte Staaten | JIll Hollenbeak  |
|      | Frankreich         | Sandrine Vacher  |
|      | Frankreich         | Isabelle Jagueux |

### Tumbling Team Damen
| Rang | Land               | Turner                                                       |
| ---- | ------------------ | ------------------------------------------------------------ |
|      | Vereinigte Staaten |                                                              |
|      | Frankreich         | Sandrine Vacher Isabelle Jagueux Corinne Robert Surya Bonaly |
|      | Polen              |                                                              |

### Medaillenspiegel
| Rang | Nation                 | Gold | Silber | Bronze | Gesamt |
| ---- | ---------------------- | ---- | ------ | ------ | ------ |
| 1    | Sowjetunion            | 4    | 3      | 1      | 8      |
| 2    | Vereinigte Staaten     | 4    | 1      | 2      | 7      |
| 3    | Deutschland            | 3    | 2      | 4      | 9      |
| 4    | Australien             | 2    | -      | 1      | 3      |
| 5    | Frankreich             | 1    | 5      | 2      | 8      |
| 6    | Vereinigtes Königreich | -    | 2      | -      | 2      |
| 6    | Kanada                 | -    | 2      | -      | 2      |
| 8    | Polen                  | -    | -      | 3      | 3      |